# Porta de São Vicente
A Porta de São Vicente foi uma antiga porta da cidade de Lisboa, inserida na cerca fernandina da cidade.
Existiu entre a Igreja de São Vicente de Fora e o muro da cerca do mosteiro, pouco antes de se chegar ao Arco Grande de Cima, que se construiu em 1808, para servir de passadiço do referido mosteiro para a sua cerca.